# Héctor Lafaille
 Héctor Lafaille ( Montevideo, Uruguay, 2 de diciembre de 1883 – Uruguay, 13 de enero de 1956 )  fue un abogado, jurista con especialidad en el Derecho Civil, y profesor universitario autor de importantes obras jurídicas.

## Estudios y actividad docente
Fue llevado de muy pequeño a Buenos Aires, en cuya  Facultad de Derecho solicitó su ingreso el 21 de febrero de 1901, se recibió de abogado en diciembre de 1906. Su tesis doctoral sobre El seguro de vida a favor de terceros, fue aprobada el 9 de octubre de 1907 con la calificación de sobresaliente obteniendo los premios Universidad y Facultad, (a la mejor tesis), consistentes ambos en medallas de oro. En la misma Facultad fue designado profesor suplente de Derecho civil el 14 de mayo de 1910 y luego titular el 14 de marzo de 1915, cargo que conservó hasta 1942. Fue nombrado profesor honorario el 11 de julio de  .En los inicios de la Universidad Católica Argentina fue designado profesor de Introducción al Derecho y de Derecho Civil en la misma.

## Su interés por la enseñanza práctica
Lafaille tenía una especial preocupación por la enseñanza práctica del Derecho.  Apartándose de un concepto limitado a la exégesis de las normas, sostenía la condición
experimental de la ciencia jurídica, para lo cual utilizaba el símil con la medicina. Afirmaba  que:

”el 
conocimiento del derecho es, bajo ciertos aspectos, experimental como el de la medicina social. No podemos [...] autorizar el absurdo y el peligro que importan estos juristas incompletos, solo comparables a los cirujanos que no hubiesen pasado por anfiteatros ni hospitales.”

Fue así que junto con el entonces decano Mario Sáenz y Florentino Sanguinetti, presentó su proyecto para la creación en el ámbito de la Facultad de un consultorio jurídico y el 20 de octubre de 1922 se aprobó la creación del Instituto de Enseñanza Práctica, del que fue su primer director.

## Cargos en instituciones
Además de ejercer activamente su profesión, Lafaille también realizó labor gremial y académica. Ocupó cargos directivos en el Colegio de Abogados de Buenos Aires y en la Federación Argentina de Colegios de Abogados. En 1932 se lo designó miembro de número de la Academia Nacional de Derecho y Ciencias Sociales. Integró el Consejo Directivo de la Facultad de Derecho de Buenos Aires en los años 1919, 1921, 1922, 1923/27, 1929, 1931 y 1932/36. En esta casa de estudios fue miembro de las comisiones de Enseñanza, de Biblioteca y de Superintendencia de Seminario e Instituto así como delegado al Consejo Superior de la Universidad.
Representó a la Facultad en los Congresos Universitarios de 1924 y 1925 y en la Conferencia Nacional de Abogados de 1927. Fue delegado al 2° Congreso Nacional de Derecho Civil y delegado honorario a la 5ª Conferencia Nacional de Abogados realizada en Santa Fe en 1940.

## El proyecto de reforma al Código Civil
Mediante el decreto 12.542/1926, ampliado por el 13.156/1926, se conformó una comisión formada por un miembro designado por la Corte Suprema de Justicia, otro por cada una de las Cámaras Civiles de la Capital Federal, otro por la Academia Nacional de Ciencias Jurídicas, otro por el Colegio de Abogados y otro por cada una de las facultades de Derecho de las universidades nacionales de Buenos Aires, Córdoba, La Plata y del Litoral.
La comisión quedó formada por Roberto Repetto, Julián Pera, Raymundo Salvat, Juan Antonio Bibiloni, Héctor Lafaille, Enrique Martínez Paz, Juan Carlos Rébora, José Gervasoni y Rodolfo Rivarola. Esta comisión tuvo algunos cambios, ya que Salvat renunció y fue reemplazado por César de Tezanos Pinto, mientras que Pera, ascendido a ministro de la Corte Suprema, fue reemplazado en un principio por Mariano de Vedia y Mitre y luego por Gastón Tobal.
Al doctor Bibiloni se le encargó la redacción del anteproyecto, que serviría de orientación para los debates. Bibiloni concluyó la tarea en 6 años, pero al igual que con el proyecto de Dalmacio Vélez Sársfield, se fueron publicando diversos libros a medida que el trabajo avanzaba. De esta forma, la Comisión comenzó a debatir desde 1926 y no desde 1932.
Este anteproyecto tiene una gran influencia de la ciencia jurídica alemana, tanto en forma directa a través del Código Civil alemán, como a través de sus comentaristas. También utilizó la misma herramienta doctrinaria que Vélez Sársfield, la inclusión de algunas notas al pie para fundamentar las resoluciones.
La comisión utilizó el anteproyecto redactado por Bibiloni, pero elaboró un proyecto que tuvo grandes diferencias con aquel. Una vez terminado el anteproyecto, la comisión designó como redactores a Lafaille y Tobal, quienes en ocasiones se apartaron de lo decidido por la comisión, y lograron terminar el proyecto en 1936. A pesar de los cambios realizados, el proyecto fue firmado por los redactores y por Repetto, Rivarola y Martínez Paz.
En cuanto a su método, el proyecto contaba con una Parte General, en el que trata de las personas, los hechos, las cosas, el ejercicio de los derechos y la prescripción; y cuatro libros en los que trata de la familia, las obligaciones y sus fuentes, los derechos reales y la sucesión, y por último cuenta con una ley de registros.
El articulado del proyecto es relativamente breve; solo contaba con 2.144 artículos. Cada artículo agrupaba en varios párrafos la solución de las cuestiones conexas con el punto tratado en él, lo que los convertía en densos pero facilitaba su estudio.
Tras concluir su redacción en 1936, el proyecto fue enviado al Poder Ejecutivo Nacional el 10 de octubre de ese año. El Poder Ejecutivo envió el proyecto al Congreso, pero nunca fue tratado.

## Obras
A partir de 1923 Lafaille escribió una serie de Cursos
cubriendo  distintas partes del Derecho Civil: sobre Contratos (1918), Derechos reales (1923), Obligaciones (1926), Familia (1930) y Sucesiones (1932).
En 1935 empieza la publicación de los tomos que componían su Tratado, que se destaca por la sistematización y profundización de la materia. En su obra, Lafaille incorporó a la exégesis del texto de la ley otros elementos como el histórico y el análisis del factor social. En 1943 se publica el tomo de Derechos Reales, en 1947 el de Obligaciones y en 1953 el de Contratos.
Además publicó trabajos en diversos diarios y revistas del país y del extranjero.

## Valoración
Alfredo Orgaz, lo describe:

“...aspecto físico delicado, de estatura algo más que mediana, carnes enjutas, la espalda ligeramente combada y estrecha, la cabeza un poco caída y como metida entre los hombros, lo que daba a su mirar un cierto aire de acecho, como si estuviera esperando la palabra del interlocutor o disertante para recogerla rápidamente y reforzarla o refutarla, según fuere el caso” (“Estudios de derecho civil en homenaje a Héctor Lafaille”, Depalma, Buenos Aires, 1968, pág. 608)

Dice Jorge Alterini de Héctor Lafaille:

”En tanto en los Cursos exhibió la diafanidad de su pensamiento y su fuerza didáctica, en los Tratados, abundó en los análisis, ponderando los orígenes de las instituciones, su desarrollo, su captación por la legislación civil, la experiencia de la 
jurisprudencia, la prospectiva en el derecho comparado y en la reforma del Código Civil”

Héctor Lafaille falleció en Uruguay, 13 de enero de 1956.